# Suliszowice
Suliszowice – wieś w Polsce położona w województwie śląskim, w powiecie myszkowskim, w gminie Żarki.
| SIMC    | Nazwa     | Rodzaj    |
| ------- | --------- | --------- |
| 0147625 | Podlesie  | część wsi |
| 0147631 | Szczypie  | część wsi |
| 0147648 | Zastudnie | część wsi |

W latach 1975–1998 miejscowość administracyjnie należała do województwa częstochowskiego.
Na wzgórzu koło wsi są pozostałości Strażnicy Suliszowice wchodzącej w skład średniowiecznego systemu obronnego Orlich Gniazd. Jest wiele skał wapiennych, w których znajdują się jaskinie, m.in. Jaskinia Suliszowicka. Na niektórych skałach uprawiana jest wspinaczka skalna. Są to skały: Biedruniowa, Dębia Skała, Brama Suliszowicka, Hajduczek, Jagodowa, Kazalnica Suliszowicka, Kapuśniak, Markowa Skała, Masztowa, Molenda, Muminek, Okap Suliszowicki, Panda, Skała pod Prądem, Samcowizna, Skała we Wsi (U Chłopa), Studnia, Torkowa Skała.

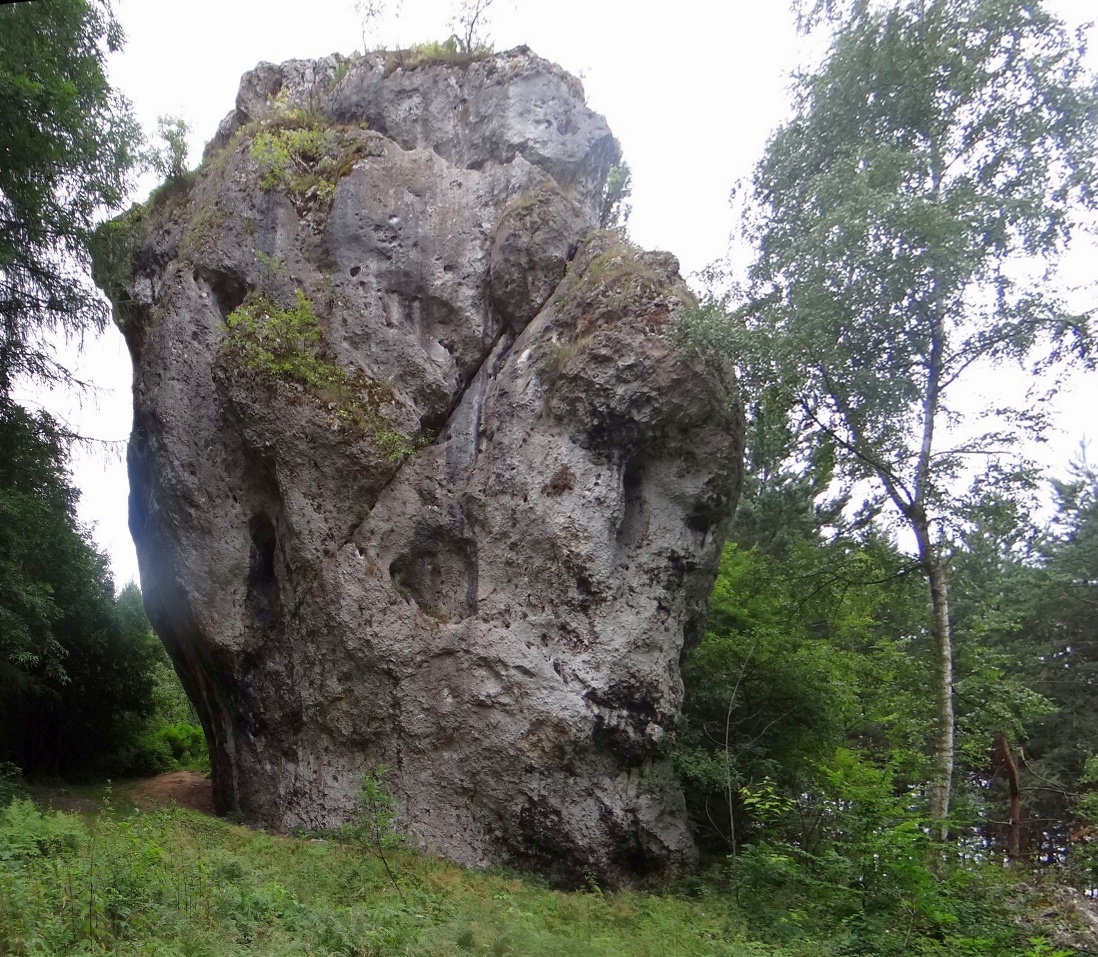
Kazalnica Suliszowicka
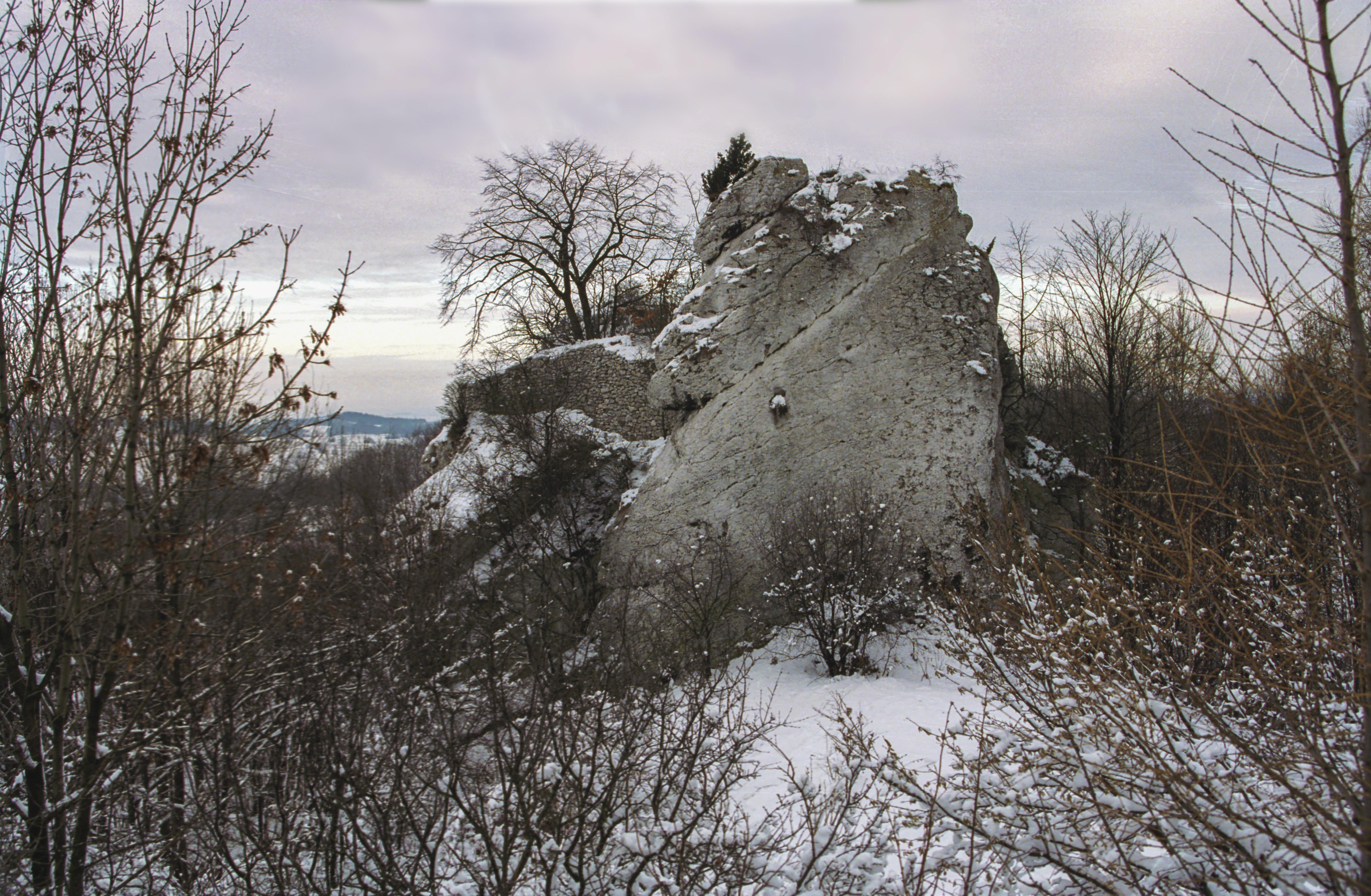
Pozostałości Strażnicy Suliszowice
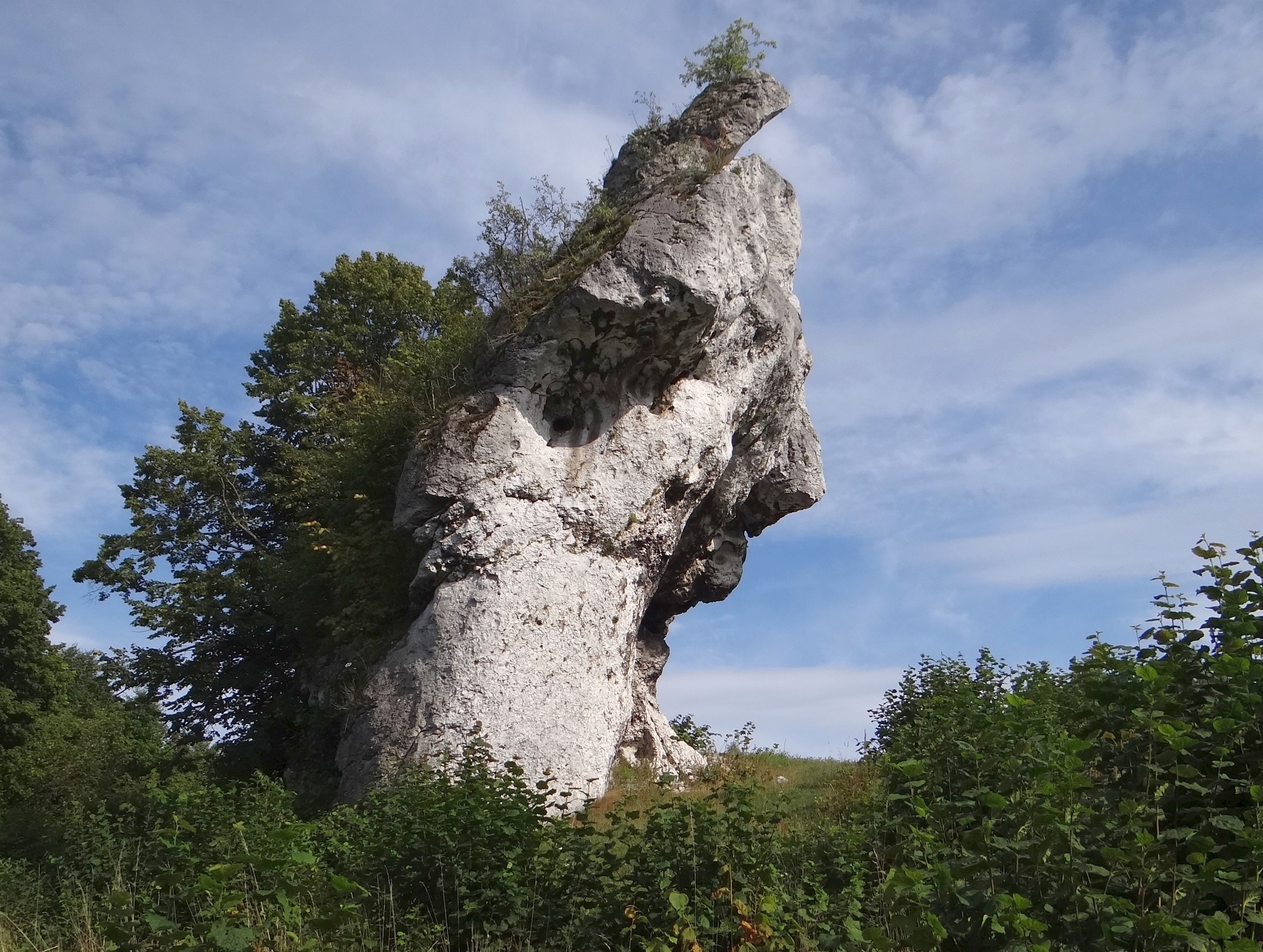
Kapuśniak
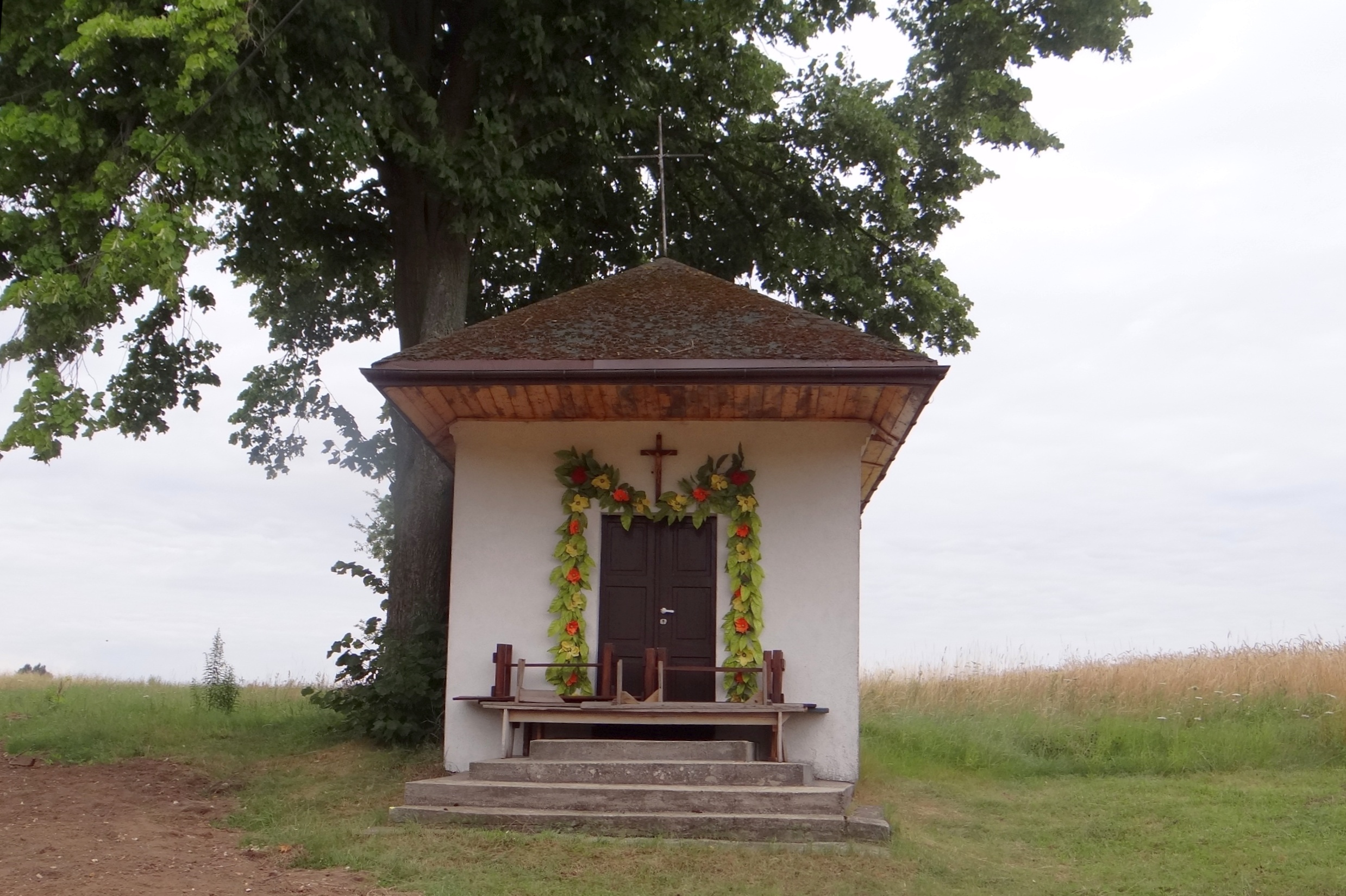
Kapliczka
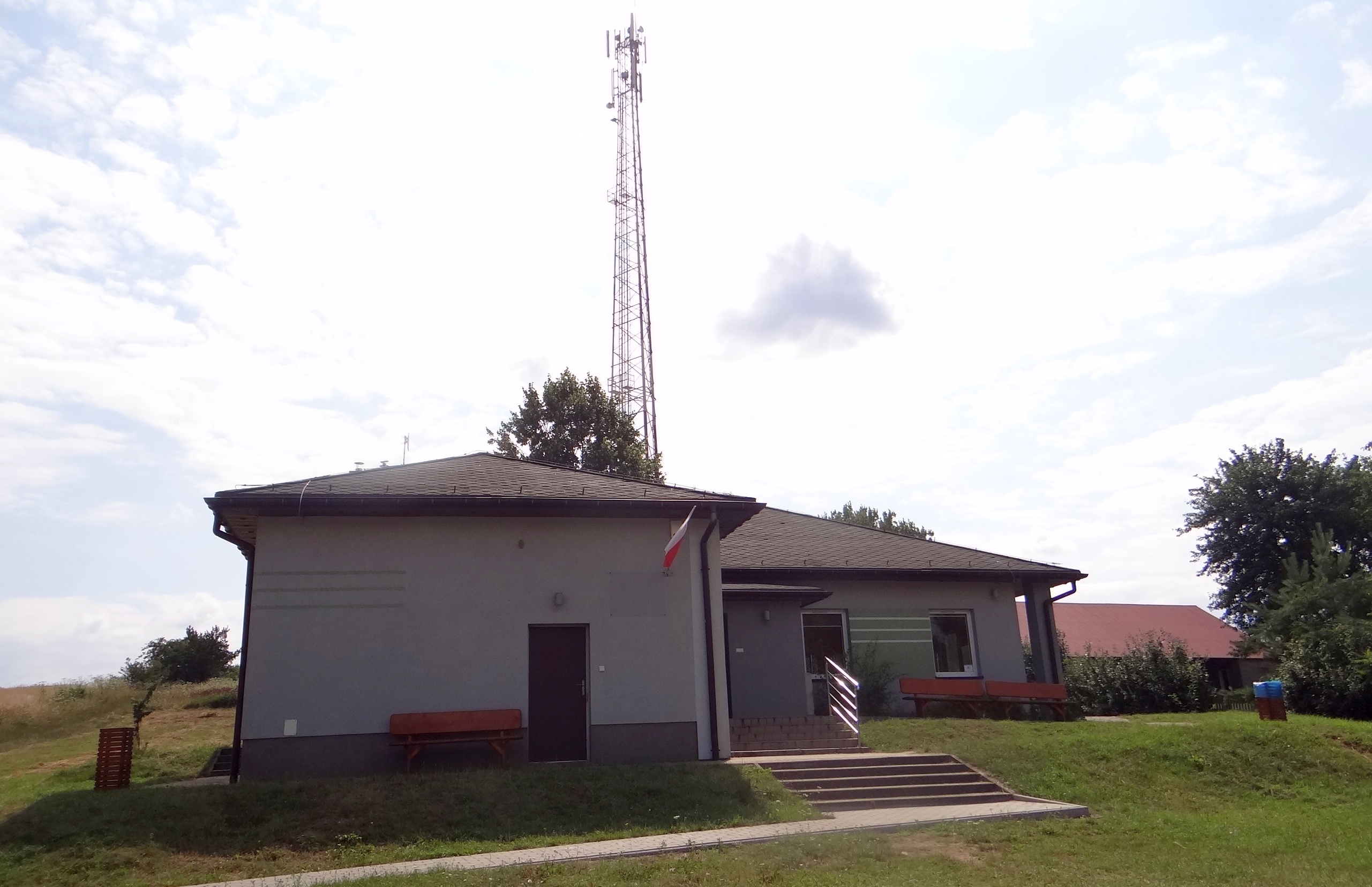
Przedszkole